# Aidenas Malašinskas
Aidenas Malašinskas (* 29. April 1986 in Vilnius, Sowjetunion) ist ein litauischer Handballspieler. Der 1,89 m große mittlere Rückraumspieler ist Rekordtorschütze der litauischen Nationalmannschaft. In den Jahren 2016, 2017, 2018, 2021 und 2022 wurde Malašinskas zu Litauens „Handballer des Jahres“ gewählt.

## Karriere

### Verein
Aidenas Malašinskas spielte in seiner Heimat für den Klub Lūšis Kaunas, mit dem er am EHF Challenge Cup 2005/06 und am EHF-Pokal 2006/07 teilnahm. Anschließend wechselte er zum Stadtrivalen Granitas Kaunas, mit dem er erneut im Challenge Cup 2007/08 sowie 2008/09 in der EHF Champions League spielte. Am 11. Oktober 2008 erzielte er mit 15/9 Toren gegen Chambéry Savoie HB die viertmeisten je in einem Champions-League-Spiel erzielten Tore. 2008 und 2009 gewann er mit Granitas die Meisterschaft. 2010 folgte der Wechsel in die spanische Liga ASOBAL zu BM Granollers, mit dem er am EHF-Pokal 2011/12 partizipierte. In seiner ersten Saison wurde der Spielmacher zum besten Neuling der Liga gewählt. Nach drei Jahren schloss er sich CB Ciudad de Logroño an. Dort wurde er 2014 Vizemeister. In der Saison 2014/15 lief er für Fertiberia Puerto Sagunto auf, wo er 177 Tore in 30 Spielen erzielte. Ab 2015 stand er beim ukrainischen Verein HK Motor Saporischschja unter Vertrag. Mit Motor gewann er jedes Jahr Meisterschaft und Pokal. In der Champions League erreichte er 2015/16, 2018/19 und 2020/21 das Achtelfinale. Nachdem die ukrainische Liga wegen des Russischen Überfalls auf die Ukraine im Februar abgebrochen worden war, wurde Malašinskas bis zum Saisonende an Ademar León ausgeliehen. In der Saison 2022/23 stand der Spielmacher beim deutschen Bundesligisten MT Melsungen unter Vertrag. Anschließend wechselte er nach Rumänien zum HC Buzău.

### Nationalmannschaft
Für die litauische Nationalmannschaft bestritt Malašinskas bisher 95 Länderspiele, in denen er 441 Tore erzielte. Mit seinem 407. Treffer am 29. April 2021 übertraf er den bisherigen litauischen Rekordtorschützen Andrius Stelmokas. Mit Litauen nahm er an der Europameisterschaft 2022 teil (Rang 21 von 24).

### Erfolge und Auszeichnungen
- mit Granitas Kaunas
  - Litauischer Meister: 2008 und 2009

- mit BM Granollers
  - Bester Rookie der Liga ASOBAL: 2010/11

- mit CB Ciudad de Logroño
  - Spanischer Vize-Meister: 2014

- mit HK Motor Saporischschja
  - Ukrainischer Meister: 2016, 2017, 2018, 2019, 2020 und 2021
  - Ukrainischer Pokalsieger: 2016, 2017, 2018, 2019, 2020 und 2021

- mit der Nationalmannschaft
  - Litauens Handballer des Jahres: 2016, 2017, 2018 und 2021
  - Litauens Rekordtorschütze seit dem 29. April 2021
  - Europameisterschaft 2022: 21. Platz